# Il signore e la sirena
Il signore e la sirena è un film statunitense del 1948, diretto da Irving Pichel. 

## Trama
Polly, la moglie di Arthur Peabody, riferisce allo psichiatra che suo marito è innamorato di una sirena. È la volta di Arthur di parlare da solo a solo con lo psichiatra, ed egli gli racconta la propria esperienza.
Tempo prima, Arthur e Polly si trovavano in una località dei Caraibi, per una vacanza in una villa sulla costa. Un giorno ad Arthur pare di sentire un canto di donna, inudibile ad altri, provenire da un isolotto disabitato nelle vicinanze. Egli, appassionato di pesca, vi si reca in barca, nota su uno scoglio un pettine di fattura elaborata, e alla fine pesca una sirena, che porta a casa e sistema dapprima nella vasca da bagno, poi nella piscina tropicale adiacente all’abitazione, con l’intenzione di presentare la sua insolita preda ad un museo.
La cantante Cathy Livingstone, nel vicino locale notturno, flirta con Arthur, provocando la gelosia di Polly. L’interesse di Arthur non è Cathy, ma la sirena: fra moglie e marito non si riesce ad addivenire ad un chiarimento a proposito, e Polly, offesa per quello che crede essere il tradimento del marito con Cathy, lascia, da sola, i Caraibi, e, poiché l’auto di Polly viene ritrovata sulla costa senza che ci siano sue notizie per diversi giorni, Arthur viene indagato per omicidio dalla polizia locale.
Arthur, che nel frattempo ha sviluppato affetto, ricambiato, per la sirena, nel giorno del suo cinquantesimo compleanno, timoroso del fatto che la sirena, se scoperta, sarebbe stata tradotta in un museo od uno zoo, la riporta nell’isolotto, progettando un futuro insieme a lei in Florida. Ma è seguito dalla polizia e fermato. Egli, dall’imbarcazione della polizia, sente di nuovo il canto della sirena, e si getta in mare, raggiungendola.
Arthur racconta allo psichiatra come sia stato, in quel frangente, tratto in salvo dagli abissi marini ed abbia trascorso qualche giorno in ospedale prima di riaversi. Lo psichiatra, un uomo poco più anziano di Arthur, a sua volta gli racconta come, al compiere del suo cinquantesimo anno fosse convinto di avere una relazione con una pattinatrice che poteva volare nello spazio, e gli suggerisce di non raccontare ulteriormente la propria esperienza.
Arthur e la moglie, che era rincasata dai Caraibi con mezzi propri, si ricongiungono, ed egli le fa gradito dono del prezioso pettine della sirena.